# Kolun (Republika Serbska)
Kolun (cyr. Колун) – wieś w Bośni i Hercegowinie, w Republice Serbskiej, w gminie Foča. W 2013 roku liczyła 16 mieszkańców.